# Ristinen
Ristinen eller Ristinenjärvi är en sjö i Finland. Den ligger i kommunen Viitasaari i landskapet Mellersta Finland, i den centrala delen av landet, 300 km norr om huvudstaden Helsingfors. Ristinen ligger 176 meter över havet. I omgivningarna runt Ristinen växer i huvudsak blandskog. Den är 17 meter djup. Arean är 27,7 hektar och strandlinjen är 3,39 kilometer lång. Sjön  ingår i Kymmene älvs huvudavrinningsområde. 